# Campionato europeo di flag football
Il Campionato europeo di flag football è una competizione sportiva internazionale a cadenza biennale, in cui si assegna il titolo europeo di flag football; i tornei maschile e femminile sono giocati contemporaneamente.

## Elenco edizioni

### Maschile

#### A 7 giocatori
| Anno          | Ospitante       |          | Finale    | Finale   | Finale   |           | Finale terzo e quarto posto | Finale terzo e quarto posto | Finale terzo e quarto posto |
| Anno          | Ospitante       | Vincente | Risultato | 2º posto | 3º posto | Risultato | 4º posto                    |                             |                             |
| 2003 Dettagli | Vienna, Austria | Austria  |           | Germania | Svezia   |           | -                           |                             |                             |

##### Albo d'oro
| Squadra  | 1º | 2º | 3º |
| Austria  | 1  | 0  | 0  |
| Germania | 0  | 1  | 0  |
| Svezia   | 0  | 0  | 1  |

#### A 5 giocatori
| Anno          | Ospitante                                       |            | Finale    | Finale     | Finale        |           | Finale terzo e quarto posto | Finale terzo e quarto posto | Finale terzo e quarto posto |
| Anno          | Ospitante                                       | Vincente   | Risultato | 2º posto   | 3º posto      | Risultato | 4º posto                    |                             |                             |
| 2003 Dettagli | Vienna, Austria                                 | Austria    |           | Germania   | Danimarca     |           | Segnaposto                  |                             |                             |
| 2005 Dettagli | Helsinki, Finlandia                             | Francia    | 24 - 7    | Italia     | Gran Bretagna | 21 - 20   | Austria                     |                             |                             |
| 2007 Dettagli | Sestola (MO), Italia                            | Francia    | 19 - 0    | Germania   | Danimarca     | 21 - 6    | Austria                     |                             |                             |
| 2009 Dettagli | Belfast, Gran Bretagna                          | Danimarca  | 25 - 13   | Italia     | Austria       | 34 - 19   | Germania                    |                             |                             |
| 2011 Dettagli | Thonon-les-Bains, Francia                       | Danimarca  | 60 - 21   | Austria    | Francia       | 35 - 25   | Germania                    |                             |                             |
| 2013 Dettagli | Pesaro (PU), Italia                             | Danimarca  | 33 - 21   | Italia     | Austria       | 34 - 18   | Israele                     |                             |                             |
| 2015 Dettagli | Pinto, Spagna                                   | Danimarca  | 52 - 8    | Austria    | Germania      | 39 - 34   | Israele                     |                             |                             |
| 2017          | Las Rozas de Madrid, Spagna IFAF Paris Dettagli | Austria    | 20 - 18   | Italia     | Spagna        | 21 - 18   | Germania                    |                             |                             |
| 2017          | Copenaghen, Danimarca IFAF New York Dettagli    | Danimarca  | 39 - 19   | Israele    | Gran Bretagna | 19 - 12   | Svezia                      |                             |                             |
| 2019 Dettagli | non conosciuta (bandiera)                       | Segnaposto |           | Segnaposto | Segnaposto    |           | Segnaposto                  |                             |                             |

##### Albo d'oro
| Squadra       | 1º | 2º | 3º |
| Danimarca     | 5  | 0  | 2  |
| Austria       | 2  | 2  | 2  |
| Francia       | 2  | 0  | 1  |
| Italia        | 0  | 4  | 0  |
| Germania      | 0  | 2  | 1  |
| Israele       | 0  | 1  | 0  |
| Gran Bretagna | 0  | 0  | 2  |
| Spagna        | 0  | 0  | 1  |

### Femminile
| Anno          | Ospitante                                       |            | Finale    | Finale     | Finale        |           | Finale terzo e quarto posto | Finale terzo e quarto posto | Finale terzo e quarto posto |
| Anno          | Ospitante                                       | Vincente   | Risultato | 2º posto   | 3º posto      | Risultato | 4º posto                    |                             |                             |
| 2005 Dettagli | Helsinki, Finlandia                             | Finlandia  | 39 - 7    | Francia    | Svezia        | 31 - 7    | Israele                     |                             |                             |
| 2007 Dettagli | Sestola (MO), Italia                            | Francia    | 25 - 12   | Finlandia  | Austria       | 18 - 14   | Svezia                      |                             |                             |
| 2009 Dettagli | Belfast, Gran Bretagna                          | Austria    | 35 - 33   | Finlandia  | Israele       | 39 - 32   | Francia                     |                             |                             |
| 2011 Dettagli | Thonon-les-Bains, Francia                       | Austria    | 31 - 12   | Israele    | Francia       | 41 - 34   | Germania                    |                             |                             |
| 2013 Dettagli | Pesaro (PU), Italia                             | Austria    | 20 - 12   | Francia    | Israele       | 27 - 13   | Danimarca                   |                             |                             |
| 2015 Dettagli | Pinto, Spagna                                   | Austria    | 45 - 15   | Francia    | Germania      | 24 - 12   | Israele                     |                             |                             |
| 2017          | Las Rozas de Madrid, Spagna IFAF Paris Dettagli | Austria    | 40 - 34   | Germania   | Spagna        | 29 - 25   | Rep. Ceca                   |                             |                             |
| 2017          | Copenaghen, Danimarca IFAF New York Dettagli    | Danimarca  | 33 - 6    | Israele    | Gran Bretagna | 34 - 6    | Finlandia                   |                             |                             |
| 2019 Dettagli | non conosciuta (bandiera)                       | Segnaposto |           | Segnaposto | Segnaposto    |           | Segnaposto                  |                             |                             |

#### Albo d'oro
| Squadra       | 1º | 2º | 3º |
| Austria       | 5  | 0  | 1  |
| Francia       | 1  | 3  | 1  |
| Finlandia     | 1  | 2  | 0  |
| Danimarca     | 1  | 0  | 0  |
| Israele       | 0  | 2  | 2  |
| Germania      | 0  | 1  | 1  |
| Gran Bretagna | 0  | 0  | 1  |
| Spagna        | 0  | 0  | 1  |
| Svezia        | 0  | 0  | 1  |

## Beach flag football
Nel 2014 si è tenuta a Grosseto la prima edizione del campionato europeo di beach flag football. Il torneo maschile è stato vinto dall'Italia, mentre quello femminile dalla Finlandia.

### Elenco edizioni

#### Maschile
| Anno          | Ospitante             |          | Finale    | Finale    | Finale    |           | Finale terzo e quarto posto | Finale terzo e quarto posto | Finale terzo e quarto posto |
| Anno          | Ospitante             | Vincente | Risultato | 2º posto  | 3º posto  | Risultato | 4º posto                    |                             |                             |
| 2014 Dettagli | Grosseto (GR), Italia | Italia   |           | ( Kuwait) | Finlandia |           | Svezia                      |                             |                             |

##### Albo d'oro
| Squadra   | 1º | 2º | 3º |
| Italia    | 1  | 0  | 0  |
| Finlandia | 0  | 1  | 0  |
| Svezia    | 0  | 0  | 1  |

#### Femminile
| Anno          | Ospitante             |           | Finale    | Finale   | Finale   |           | Finale terzo e quarto posto | Finale terzo e quarto posto | Finale terzo e quarto posto |
| Anno          | Ospitante             | Vincente  | Risultato | 2º posto | 3º posto | Risultato | 4º posto                    |                             |                             |
| 2014 Dettagli | Grosseto (GR), Italia | Finlandia |           | Italia   | Francia  |           | Svezia                      |                             |                             |

##### Albo d'oro
| Squadra   | 1º | 2º | 3º |
| Finlandia | 1  | 0  | 0  |
| Italia    | 0  | 1  | 0  |
| Francia   | 0  | 0  | 1  |